# أمبير هيل
أمبير هيل (بالإنجليزية: Amber Hill) هي لاعبة رماية بريطانية، ولدت في 21 أغسطس 1997 في ونزر في المملكة المتحدة.

## وصلات خارجية
- الموقع الرسمي
- أمبير هيل على موقع الاتحاد الدولي (الإنجليزية)
- أمبير هيل على موقع اللجنة الأولمبية الدولية (الإنجليزية)
- أمبير هيل على موقع أوليمبيديا (الإنجليزية)
- أمبير هيل على موقع اللجنة الأولمبية البريطانية (الإنجليزية)